# 가락국사적개발연구원
가락국사적개발연구원은 가락국(가야)의 사기와 유적을 연구하고 발굴보존을 통하여 가락문화를 선양하기 위하여 1987년 5월 28일 설립된 문화체육관광부 소관의 재단법인이다. 사무실은 서울특별시 중구 퇴계로 182 (필동1가)에 있다.

## 주요 사업
- 가락(가야)문화 선양과 계승
- 가락국(가야)의 유적 및 유물의 발굴, 보존
- 선능묘, 전사(殿祠)의 발굴, 복원 및 보존